# Kia Motors

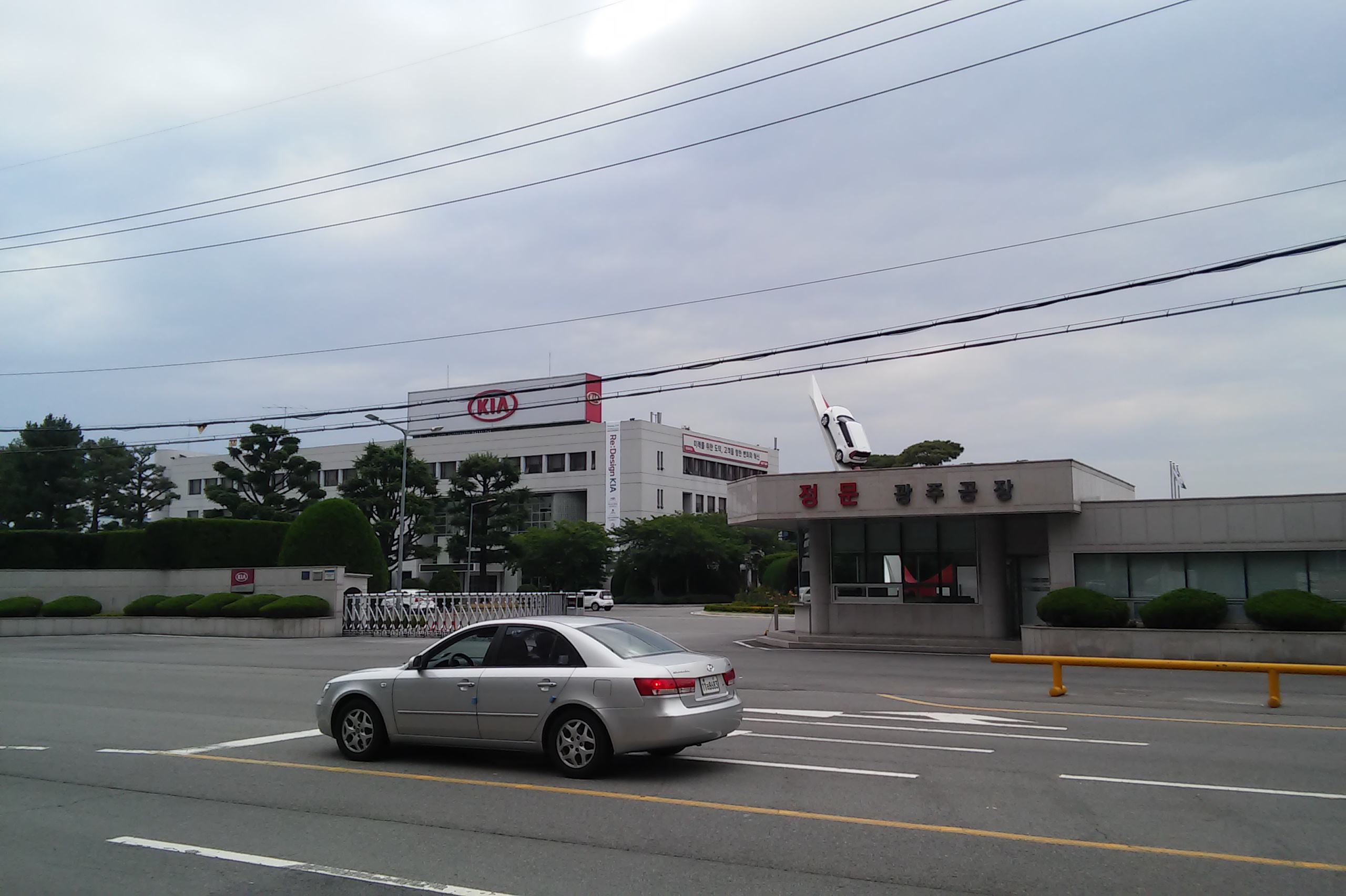
Фабрика Kia Motors в Южной Корее

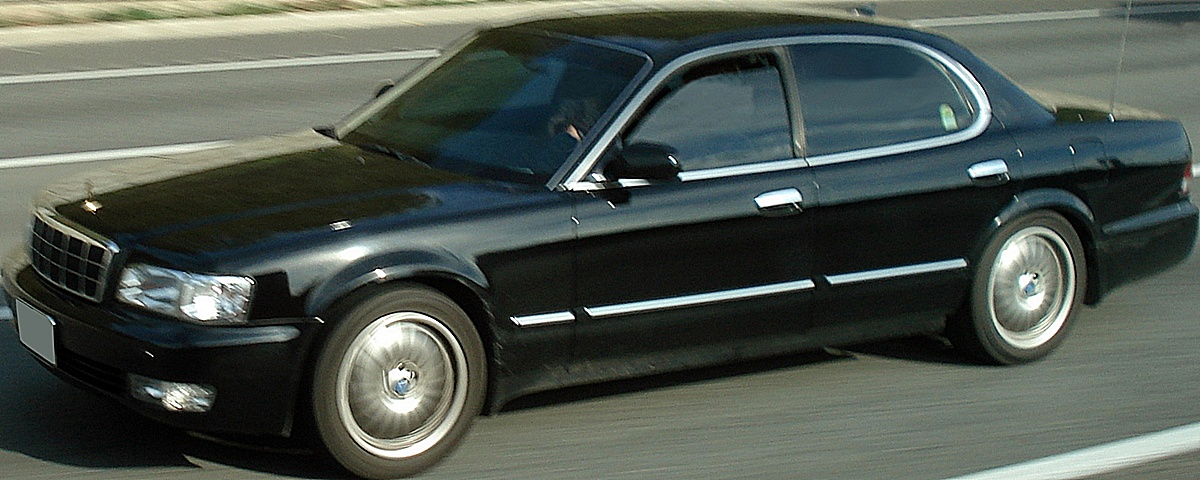
Kia Enterprise

Kia Corporation — южнокорейская автомобилестроительная компания, второй автопроизводитель в Республике Корея. Основана в декабре 1944 года, после банкротства в 1997 году вошла в состав Hyundai Motor Group. Продажи компании составляют около 3 млн автомобилей в год, основными рынками являются Республика Корея, США, Западная Европа, Китай и Индия. В списке крупнейших публичных компаний мира Forbes Global 2000 за 2024 год Kia заняла 234-е место.

## История

### Основание и ранние годы (1930–1971)
История Kia Motors началась с компании, основанной корейским эмигрантом Чхоль-хо Кимом в Осаке (Япония) в 1930 году. В 1944 году он вернулся в Корею и основал Kyungsung Precision Industries в Сеуле. Первоначально компания производила компоненты для велосипедов, а затем начала выпуск собственных моделей. В 1952 году она была переименована в Kia Industries, что можно перевести как «восходящая из Азии».  В 1957 году завод переехал в Сохари, недалеко от Сеула.
В конце 1950-х Kia заключила соглашения с Honda и Toyo Industries (Mazda) на производство мотоциклов и трехколесных грузовиков. В 1961 году компания выпустила свой первый мотоцикл Kia Honda C-100, а в 1962 году – первый коммерческий трехколесный грузовик Kia Master K-360. В 1967 году началось производство моделей T-2000 и T-600, а в 1970 году – первого четырехколесного грузовика Kia E-3800.
После прихода к власти генерала Пак Чон Хи в 1963 году в Южной Корее начали формироваться чеболи – крупные промышленные группы, и Kia получила государственную поддержку для развития автопрома.

### Вход в автомобильный бизнес и первые неудачи (1970–1981)
В 1970 году Kia была официально признана четвертым корейским автопроизводителем. В 1973 году она открыла завод Sohari Plant и начала выпуск пикапа Brisa (по лицензии Mazda B-series), а в 1974 году – одноименного легкового автомобиля на базе Mazda Familia. В 1976 году Kia приобрела Asia Motors, получив контроль над заводом в Кванджу. В 1979 году компания выпускала Peugeot 604 и Fiat 132 по лицензии.
В 1980 году военный режим До Хван Чуна ввел политику индустриальной консолидации, вынудив Kia отказаться от производства легковых автомобилей и сосредоточиться на коммерческих грузовиках и автобусах.

### Возвращение в производство легковых автомобилей (1982–1987)
После временной приостановки в 1981 году производство автомобилей возобновилось в 1986 году. В этом же году Kia заключила соглашение с Ford и Mazda, что позволило компании вернуться на рынок легковых автомобилей. Совместно с Mazda Kia разработала переднеприводный хэтчбек Kia Pride, который продавался в США как Ford Festiva, а в Европе – как Mazda 121. В 1987 году началось производство седана Kia Concord на базе Mazda Capella/626.

### Глобальная экспансия и технологическое развитие (1987–1996)
С 1987 года Kia активно расширяла производство. В 1989 году был открыт завод Asan Bay. В 1992 году Kia представила свою первую полностью независимую модель – седан Sephia, а также основала Kia Motors America в США. В 1994 году компания выпустила Sportage – один из первых корейских кроссоверов. В 1996 году Kia произвела рекордные 756 773 автомобиля.
Однако рост издержек, ослабление торговых барьеров и повышение зарплат снизили конкурентоспособность компании. Из-за агрессивных инвестиций долг Kia к 1997 году достиг 5,7 млрд долларов, а выручка сократилась вдвое по сравнению с 1995 годом. В 1998 году Hyundai приобрела контрольный пакет акций компании, включив её в состав Hyundai-Kia Automotive Group.

### Интеграция с Hyundai и рост компании (1998–2007)
В 2003 году Kia подписала соглашение с Jiangsu Yueda и Dongfeng о строительстве завода в Китае мощностью 400 000 машин в год.
После приобретения Hyundai началась интеграция модельных линеек. В 2004–2007 годах Kia и Hyundai стали использовать общие платформы, двигатели и трансмиссии. Например, Kia Carnival/Sedona II разделяла платформу Hyundai-Kia Y5 с Hyundai Sonata NF, Grandeur/Azera, Santa Fe и другими моделями.
В 2006 году Kia начала стратегическую трансформацию, пригласив немецкого дизайнера Петера Шрайера (экс-Audi, Volkswagen). Под его руководством появился фирменный стиль Kia с решёткой радиатора «нос тигра» (Tiger Nose). В том же году компания инвестировала $1 млрд в строительство завода в Джорджии (США), укрепляя глобальное присутствие бренда.

### Экономические сложности и рост (2006–2014)
Несмотря на прибыль в ~$601 млн (2004) и ~$665 млн (2005), в 2006 году чистая прибыль Kia сократилась до ~$41 млн, а в 2007 году – до ~$14,65 млн. Причинами стали укрепление южнокорейской воны (KRW), падение продаж на внутреннем рынке (272 330 машин в 2007 году против 429 103 в 2002 году) и усиление конкуренции с японскими и американскими брендами.
В этот период Kia столкнулась с серией забастовок, включая частичную забастовку в 2006 году (2 часа в день, 3 дня в неделю), что привело к убыткам в $788 млн и снижению производства на 47 983 автомобиля.
Несмотря на трудности, Kia продолжила рост, открыв новые заводы:
- 2006 – в Словакии[52],
- 2009 – в США (штат Джорджия)[55][56][57],
- 2016 – в Мексике[58][59],
- 2019 – в Индии[60][61][41][62].

В 2014 году Kia заняла 74-е место в рейтинге Interbrand, оценивалась в $5,4 млрд и показывала темпы роста выше среднего среди 100 крупнейших компаний.

### Переход к устойчивому развитию и электрификации (2015–2020)
В 2016 году компания представила стратегию «Зеленые технологии», увеличив инвестиции в гибридные, электрические и водородные автомобили. В 2017 году Kia запустила электромобиль Niro EV и представила улучшенную версию Soul EV. В 2019 году компания объявила о переходе к устойчивому производству, поставив цель снизить выбросы парниковых газов на 30% к 2030 году. В 2020 году Kia запустила стратегию «Plan S», нацеленную на электрификацию и создание новой линейки электромобилей, с целью продажи 920 тыс. электромобилей к 2030 году.

### Ребрендинг и успехи в электромобильном сегменте (2021–н.в.)
В 2021 году компания провела масштабный ребрендинг, представив новый логотип и слоган «Movement that Inspires». Также был представлен EV6 — первый серийный электромобиль Kia на платформе E-GMP. Модель получила награды «Автомобиль года» в Европе и Северной Америке в 2022 году.
В 2023 году Kia достигла рекордной операционной прибыли — ₩11,60 трлн (~$9,47 млрд), с маржей 11,6%. Продажи составили 3,015 млн автомобилей, в том числе 575 773 экологически чистых авто (EV, HEV, PHEV). Дивиденды за 2023 год выросли на 60% по сравнению с предыдущим годом. EV9 получил звание «North American Utility Vehicle of the Year» в 2024 году. В этом же году Kia начала строительство специализированного завода PBV (Platform Beyond Vehicle) — Hwaseong EVO Plant в Южной Корее. Он предназначен для производства настраиваемых электрических автомобилей. Kia присоединилась к инициативе RE100, обязавшись полностью перейти на возобновляемую энергию: до 2030 года — за рубежом, до 2040 — в Корее.

## Развитие модельного ряда

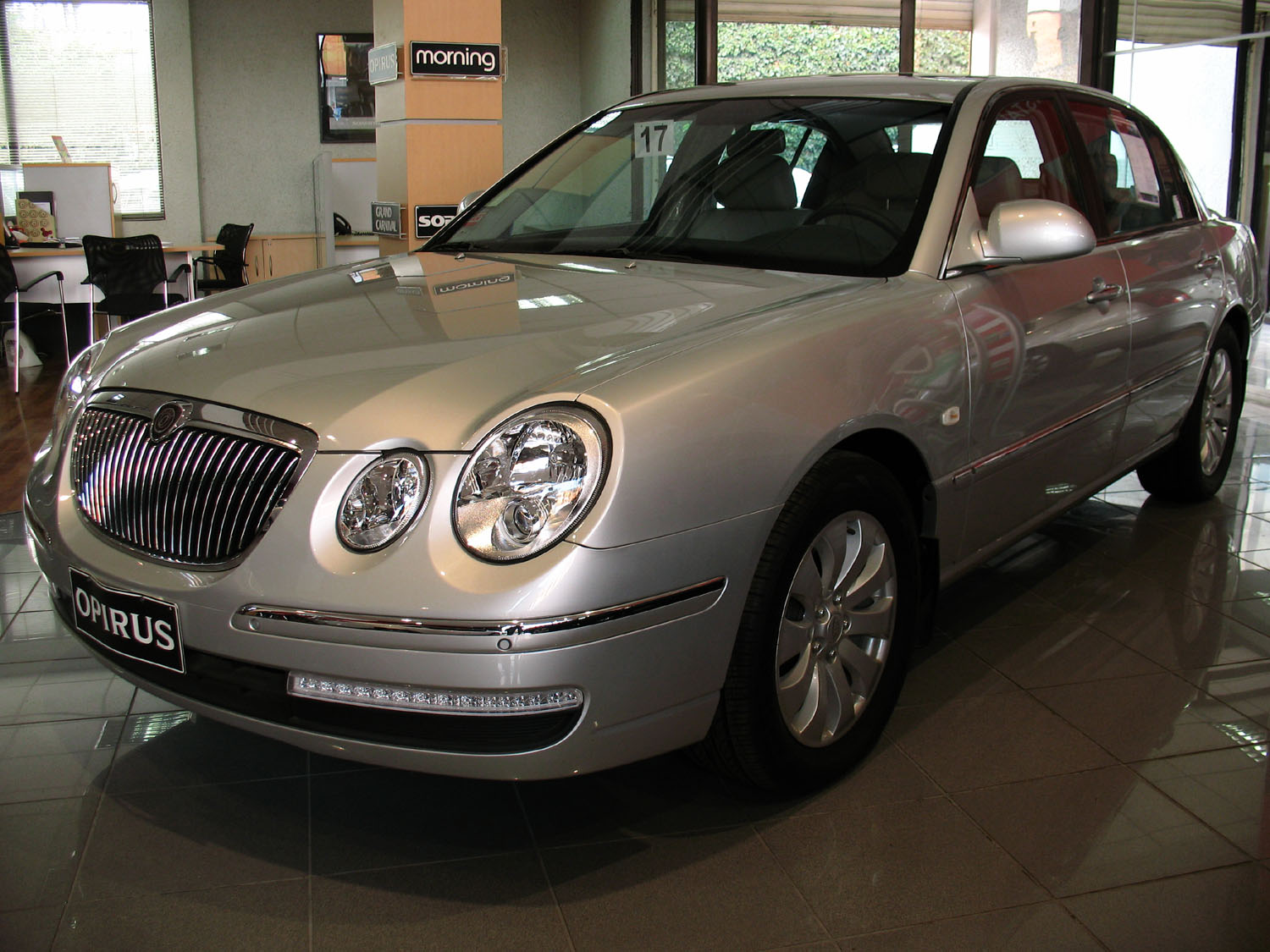
Kia Opirus

В 1997 году Kia представила первый премиальный седан Kia Enterprise, ориентированный на внутренний рынок. Позже вышли Kia Opirus и Kia Quoris (K9 в Корее). Именно с Quoris в 2012 году бренд добился успеха в премиум-сегменте.

С 2008 по 2011 год продажи Kia выросли на 81%, достигнув 2,5 млн автомобилей в год. В 2023 году компания реализовала 3,015 млн автомобилей, закрепив позиции на ключевых рынках: Южная Корея, Европа, Северная Америка, Китай и Индия.

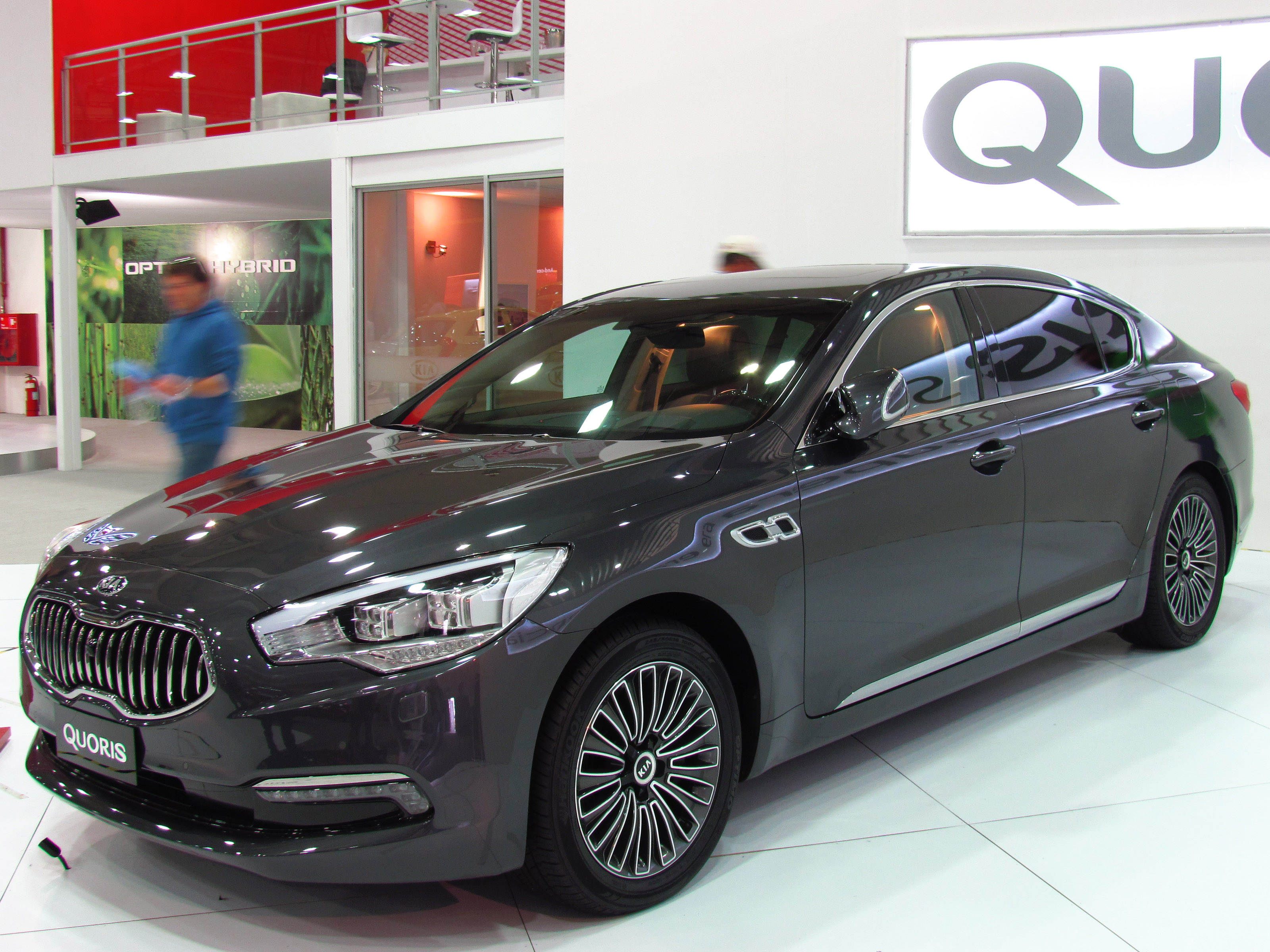
Kia Quoris

## Собственники и руководство
Компания входит в состав Hyundai Motor Group. Крупнейшими акционерами на 2022 год были Hyundai Motor (33,9 %), Национальная пенсионная служба Кореи (7,04 %).

## Деятельность

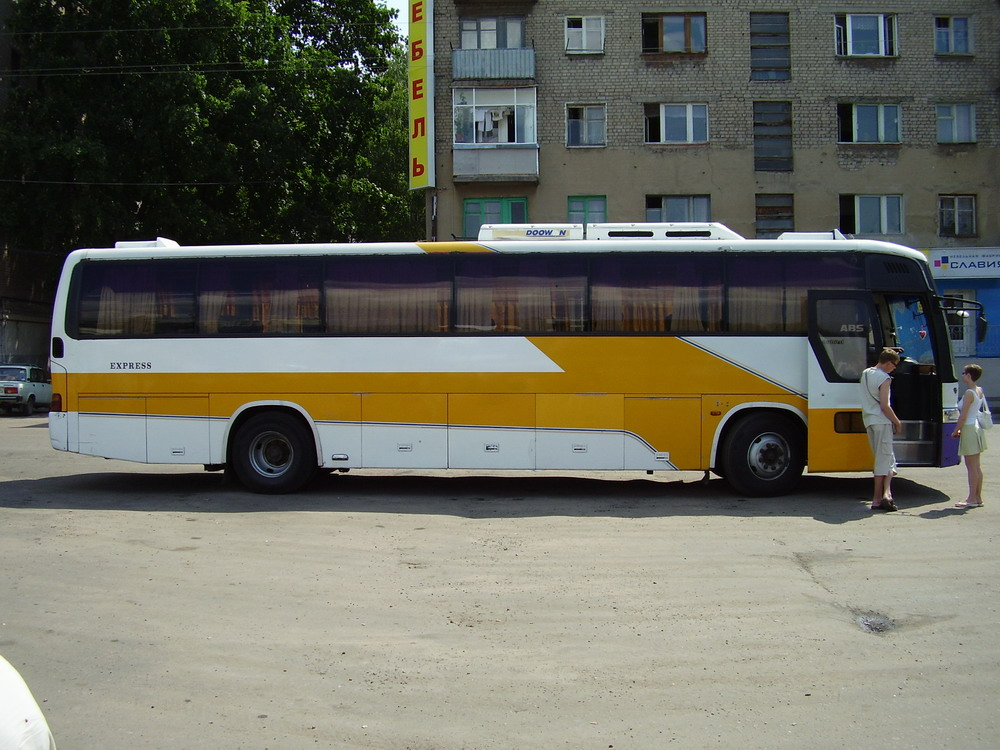
Kia Granbird

Производственные мощности компании включают заводы в Республике Корея в городах Кванмён (AutoLand Gwangmyeong - 330 тыс. автомобилей в год), Хвасон (AutoLand Hwaseong - 530 тыс.), Кванджу (AutoLand Gwangju - 490 тыс.), а также в Китае (Yeomseong Plant - Яньчэн, 750 тыс.), Словакии (Жилина, Kia Motors Slovakia, 330 тыс.), США (Уэст-Пойнт, Джорджия, 340 тыс.), Мексике (Pesqueria - Монтеррей, 400 тыс.), Индии (Андхра-Прадеш, 350 тыс.); кроме этого компания взаимодействует с Hyundai Motor, на некоторых заводах выпускаются как автомобили под брендом Kia, так и Hyundai.
За 2021 год компанией было продано 2,961 млн автомобилей, основными рынками были Республика Корея (30,2 %), Северная Америка (34,1 %), Европа (28,4 %). На домашнем рынке Kia имеет долю в 31,7 %, в США — 4,7 %, в Западной Европе — 4,3 %, в Китае — 0,6 %, в Индии — 7,2 %. В 2023 году Kia продала 3,015 млн автомобилей, из которых 15% реализовано в Южной Корее (~452 тыс.), 17% в Европе (~513 тыс.), 6% в Северной Америке (~181 тыс.), а в Китае – 3% (~90 тыс.). Основные рынки в сумме составили 52% от общего объема продаж (~1,4 млн авто). Доля Kia в Северной Америке снизилась по сравнению с 2021 годом (4,7%), а продажи в Китае остались на низком уровне (~0,6% в 2021).
Официальный слоган компании — «Movement that inspires» («Движение, которое вдохновляет»).

### Kia в России
Серийная сборка автомобилей Kia в России началась в 1996 году на заводе «Автотор» в Калининграде. Летом того же года власти региона объявили о соглашении с Kia Motors Corporation, предусматривающем трансформацию бывших судостроительных мощностей верфи «Янтарь» в автосборочное предприятие. Калининград был выбран благодаря наличию свободных промышленных площадей, развитой портовой инфраструктуры и избытку квалифицированной рабочей силы. 30 июля 1996 года было подписано официальное соглашение о сотрудничестве между группой Kia и Международным фондом по развитию промышленного производства в особой экономической зоне Калининградской области. В рамках проекта была приобретена и установлена сборочная линия, ранее использовавшаяся на заводе Nissan в Греции, стоимостью $18 млн. Общие инвестиции в проект составили около $130 млн, включая кредиты швейцарских и австрийских банков.
Сборка осуществлялась по технологии слипвей (без конвейера): из Кореи поставлялись почти полностью укомплектованные кузова, которым на месте присваивались идентификационные номера, после чего устанавливались трансмиссия, двигатель и колёса. Производственные мощности размещались на двух площадках — на территории верфи «Янтарь» и бывшего завода «Калининградбуммаш». Планировалось производить до 55 000 автомобилей в год, включая модели Avella, Sephia, Pride, Clarus и Sportage. Первое оборудование прибыло в декабре 1996 года, а производство стартовало в мае 1997 года. Однако уже в 1998 году проект был свёрнут после банкротства Kia и конфликта с российскими налоговыми органами, что привело к прекращению сотрудничества и перепрофилированию завода под сборку автомобилей BMW.
В 2005 году группой компаний «СОК» на заводе «ИжАвто» был запущен проект по промышленной сборке автомобилей Kia Spectra по технологии CKD (полного цикла: сварка, окраска, сборка). В подготовку производства было инвестировано около $100 млн, в том числе в монтаж нового оборудования и обучение более 50 российских специалистов на корейских автосборочных предприятиях. До конца 2005 года было выпущено около 8000 автомобилей. Spectra комплектовалась двигателями 1.6 л и производилась в нескольких комплектациях, а часть компонентов — например, аккумуляторы и шины — локализовали в России. Максимальная производственная мощность проекта оценивалась в 40 000 автомобилей в год. В 2006 году «ИжАвто» начал сборку второго поколения Kia Rio а с 2007 года — внедорожника Kia Sorento. Изначально Sorento производился методом крупноузловой сборки, но в 2008 году предприятие перешло к полномасштабному CKD-производству, включающему сварку и окраску кузовов. Проект был закрыт в 2009–2010 годах в связи с финансовыми трудностями компании «СОК» и кризисом в российском автопроме.
Летом 2011 года на «ИжАвто» было временно возобновлено производство автомобилей Kia для исполнения оставшихся обязательств перед Kia Motors. В период с мая по сентябрь 2011 года завод выпустил порядка 1700 седанов Kia Spectra и около 800 внедорожников Kia Sorento. Выпуск осуществлялся на ранее задействованных линиях с частичным участием российских поставщиков: уровень локализации модели Spectra составлял около 21,5 %. По завершении контракта оборудование, использовавшееся для сборки корейских автомобилей, было переориентировано на производство моделей альянса Renault-Nissan. Таким образом, 2011 год ознаменовал собой фактическое завершение сотрудничества Kia с «ИжАвто», начатого в 2005 году, в рамках которого было произведено около 121,2 тыс. автомобилей, включая 104,7 тыс. Kia Spectra.
С 1997 по 2016 год «Автотор» осуществлял сборку автомобилей Kia в Калининграде методом крупноузловой сборки (SKD/CKD), а с 2014 года — по полному циклу (сварка, окраска и сборка кузова). В разные годы производились модели Kia Cee’d, Sportage, Soul, Sorento, Cerato, Mohave, Venga, Optima, Quoris и другие. В 2018 году в России было продано 227 584 легковых и легких коммерческих автомобилей Kia, что обеспечило бренду второе место по продажам после LADA.
В декабре 2014 года, на фоне резкой девальвации рубля, Kia приостановила выдачу паспортов транспортных средств (ПТС) по уже полностью оплаченным автомобилям, что временно затруднило их передачу покупателям. СМИ сообщали, что дилеры получали указания не проводить оплату за автомобили всего модельного ряда (кроме Kia Rio), а клиенты не могли получить автомобили в срок. Представители Kia объясняли происходящее техническими сбоями в платёжной системе и повышенным спросом.
В 2022 году, на фоне геополитической напряжённости и санкционного давления, компания Kia приостановила официальные поставки автомобилей и комплектующих в Россию, не делая при этом формального заявления об уходе с рынка. Производство автомобилей Kia на калининградском заводе «Автотор» было прекращено, а сборочные линии впоследствии перепрофилированы под китайские бренды. Исполнительный вице-президент Kia У-Чон Чу в октябре 2022 года отметил, что компания может сосредоточиться исключительно на послепродажном обслуживании в России ввиду невозможности поставок автомобилей.
В 2023 году была инициирована продажа завода Hyundai Motor Manufacturing Rus в Санкт-Петербурге, на котором также собирались модели Kia. Сделка предусматривала возможность обратного выкупа в течение двух лет. По состоянию на 2023–2024 годы автомобили Kia продолжают поступать в Россию по каналам параллельного импорта, а гарантийное и сервисное обслуживание осуществляется независимыми сервисными центрами и бывшими официальными дилерами, частично поддерживаемыми локальными структурами Kia и Hyundai.
В апреле 2025 года в России был запатентован новейший седан: в базе Федерального института промышленной собственности появились эскизы модели K4, который стал преемником Kia Cerato/Forte.

### Kia в Китае
С 2002 года Kia Motors присутствует на китайском рынке через совместное предприятие Jiangsu Yueda Kia Motors Co., Ltd. (ранее Dongfeng Yueda Kia), основанное совместно с Jiangsu Yueda Group и (до 2021 года) Dongfeng Motor Corporation. В течение 2000-х годов компания последовательно расширяла производство в городе Яньчэн, построив три крупных автозавода, общая мощность которых превысила 700 000 автомобилей в год.
До 2016 года Kia занимала устойчивые позиции на китайском рынке, однако в 2017 году продажи резко сократились на фоне дипломатического кризиса, связанного с размещением системы ПРО THAAD в Южной Корее и последовавшего за ним потребительского бойкота. Спрос упал с 650 000 автомобилей в 2016 году до 360 000 в 2017 году, и компания так и не смогла восстановить прежние объёмы продаж в КНР.
С 2021 года Kia начала реорганизацию китайского бизнеса. В декабре 2021 года Dongfeng Motor вышла из состава учредителей, а предприятие было переименовано в Jiangsu Yueda Kia Motors. Производственные мощности начали использоваться не только для локального рынка, но и в качестве экспортного хаба.
В 2024 году Kia экспортировала из Китая более 140 000 автомобилей в 80 стран, включая рынки Ближнего Востока, Юго-Восточной Азии и Латинской Америки. Jiangsu Yueda Kia впервые за 8 лет вышла на прибыль — 50,6 млрд южнокорейских вон (~35 млн долларов США), что стало результатом реструктуризации и оптимизации производственной базы под выпуск электромобилей.

## Автомобили Kia

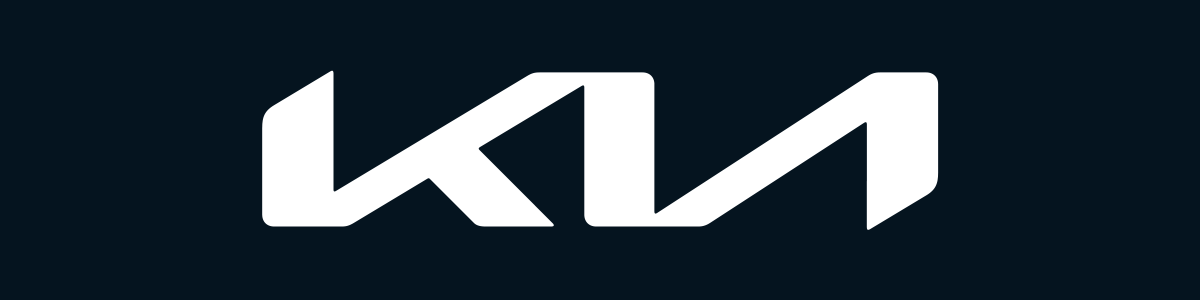
Логотип. Июль, 2021.png

### Модельный ряд автомобилей KIA
- Kia Bongo
- Kia Cadenza
- Kia Carens
- Kia Carnival
- Kia Cee'd
- KIA Cee’d SW
- Kia Cerato
- KIA Cerato KOUP
- KIA Enterprise
- Kia Niro
- Kia Magentis
- Kia Mohave
- Kia Opirus
- Kia Optima
- Kia Pegas
- Kia Picanto
- Kia Provo[118]
- Kia Quoris
- Kia Rio
- Kia Roadster
- Kia Seltos
- Kia Sorento
- Kia Spectra
- Kia Sportage
- Kia Soul
- Kia Venga
- Kia Shuma
- Kia Sephia
- Kia Stinger
- Kia K900
- Kia K5
- Kia EV6
- Kia EV9
- Kia EV5
- Kia EV3

## Автобусы Kia

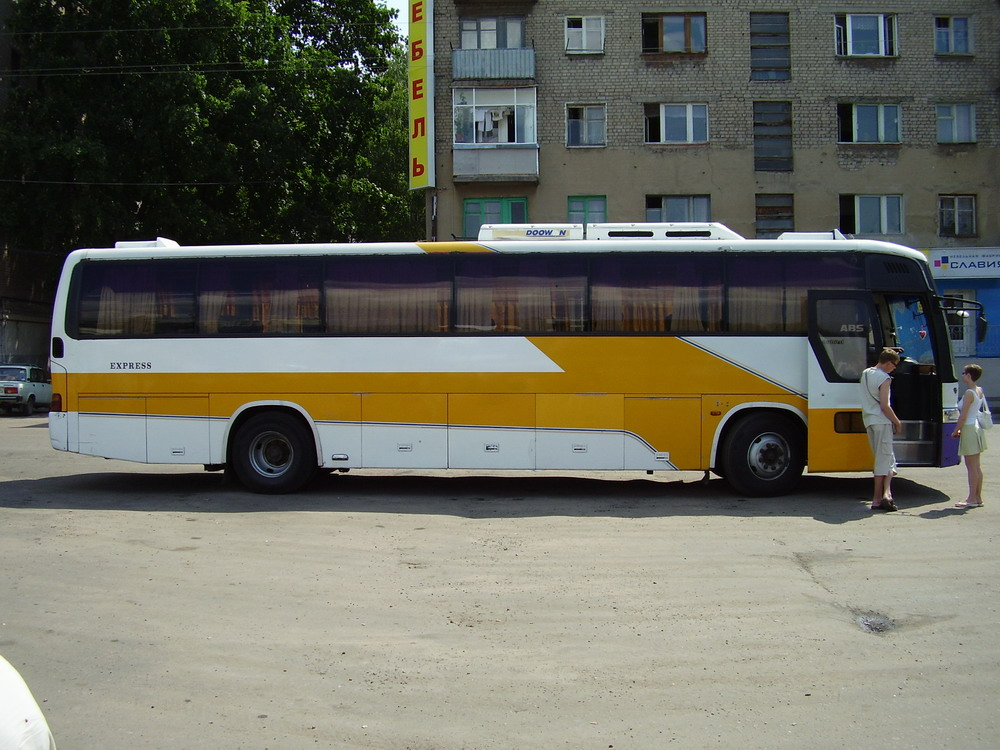
Kia Granbird

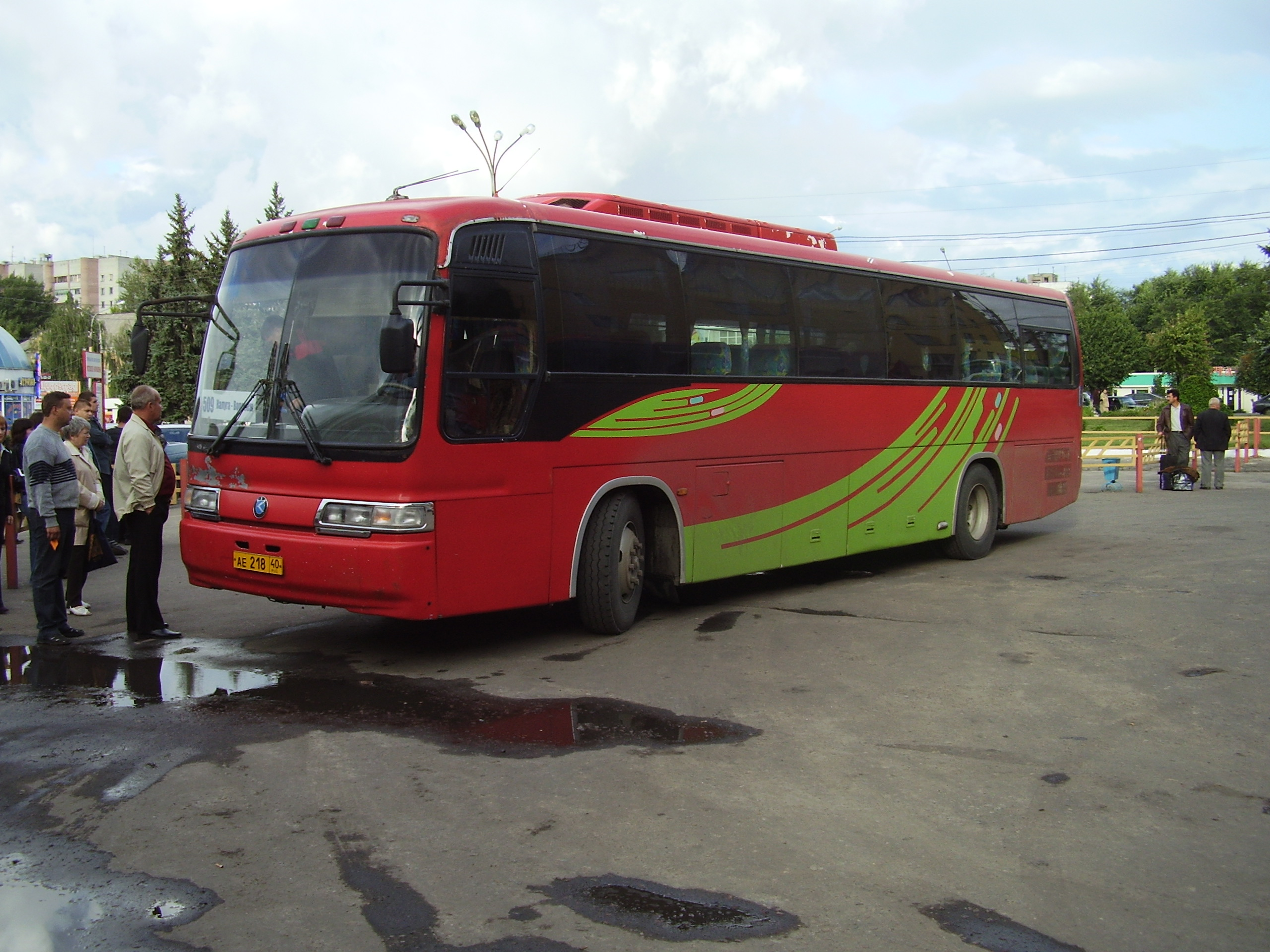
Kia Granbird

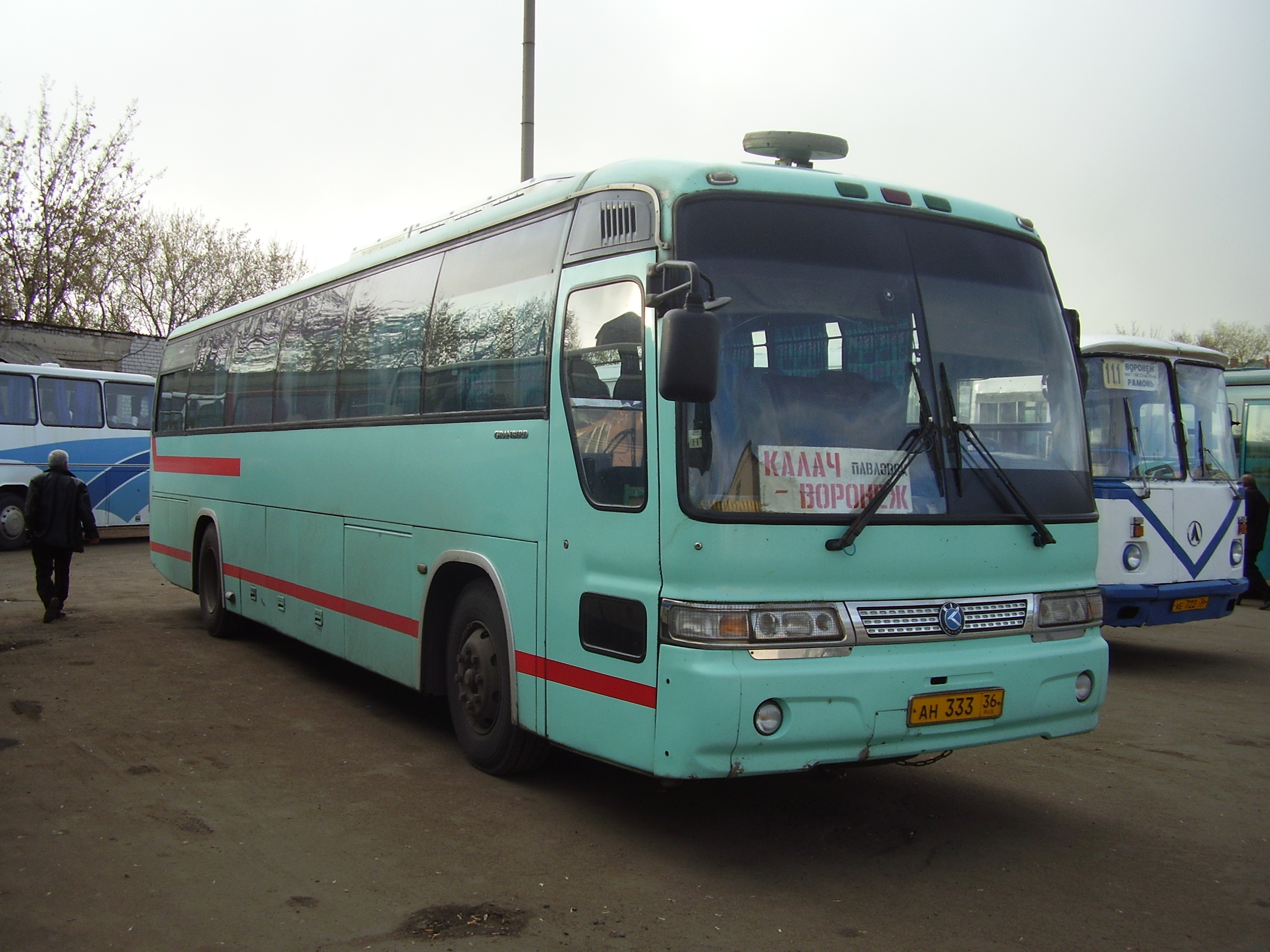
Kia Granbird

Большая часть моделей автобусов Kia изготовляется по аналогам известных японских фирм: Mazda, Hino Motors, Toyota. Компания производит автобусы разного класса и назначения: малого, среднего и большого класса; городские, пригородные, междугородные.
- Kia Besta — маленький микроавтобус длиной 4,6 метра с 8—11 пассажирскими местами. Двигатель Kia HW.

Скорость до 120 км/ч.
- Kia Pregio — микроавтобус длиной 4,8 метра с 8—12 пассажирскими местами. Двигатель Kia J2.

Скорость до 120 км/ч.
- Kia Kombi — семейство автобусов малого класса с дизельными двигателями Toyota и Mazda. Количество мест для сидения 20—25.
- Kia Cosmos — пригородные и междугородные автобусы среднего класса с 35 сиденьями. Двигатель Toyota L6.
- Kia Granbird — основной междугородный автобус компании, с 45—47 креслами. Используются двигатели Hino EF-750, Toyota 17D (380 л. с.).